# Carlos Acosta
Carlos Yunior Acosta Quesada CBE (geboren 2 juni 1973) is een Cubaans balletdanser. Hij heeft bij verschillende dansgezelschappen gedanst, waaronder English National Ballet, Ballet Nacional de Cuba, Houston Ballet en American Ballet Theatre. Hij was een vast lid van het Royal Ballet tussen 1998 en 2015. In 2003 promoveerde hij tot 'Principal Guest Artist'. Deze positie verminderde zijn werkdruk in Londen, zodat hij zich kon concentreren op een groeiend aantal internationale gastoptredens en tournees. Hij vierde zijn afscheid van het Royal Ballet na 17 jaar in november 2015 met een zelfgemaakte choreografie op het verhaal van Carmen met hemzelf in de rol van Don Juan. Hij werd "de grootste mannelijke danser van zijn generatie" genoemd.
In juni 2019 is de speelfilm "Yuli" uitgebracht, waarin Acosta (door zijn vader voorzien van de Indiaanse bijnaam Yuli) deels zichzelf speelt.

## Uitgebrachte voorstellingen
Met het Royal Ballet, tenzij anders aangegeven:
- 2016: Elizabeth, als verschillende minnaars met Zenaida Yanowsky (Koningin Elizabeth)
- 2015: Carmen, choreografie, als Don Juan met Marianela Núñez (Carmen)
- 2014: Giselle, als Albrecht met Natalia Osipova (Giselle)
- 2013: Don Quixote, choreografie, als Basilio met Marianela Núñez (Kitri)
- 2011: La Bayadère, als Solor met Marianela Núñez (Gamzatti) en Tamara Rojo (Nikiya)
- 2008: Manon, als Des Grieux met Tamara Roja (Manon)
- 2008: Spartacus, als Spartacus met het Bolsjojballet
- 2007: Romeo and Juliet, als Romeo met Tamara Rojo (Juliet)
- 2010: The Judas Tree met Leanne Benjamin
- 2005: La fille mal gardée, als Colas met Marianela Núñez (Lise)
- 2004: Voices of Spring: Pas de deux met Leanne Benjamin
- 2004: Tocororo - A Cuban Tale, choreografie, met leden van Danza Contemporanea de Cuba, Ballet National de Cuba en Conjunto Folklorico Nacional de Cuba
- 2000: Coppélia, als Franz met Leanne Benjamin (Swanilda)

## Filmografie
- 2018: Yuli
- 2016: Our Kind of Traitor
- 2013: Day of the Flowers
- 2009: New York, I Love You